# Juan Gunter I de Schwarzburgo-Sondershausen
Juan Gunter I de Schwarzburgo-Sondershausen (también conocido como Hans Günther o Johann Günther; 20 de diciembre de 1532, Sondershausen - 28 de octubre de 1586, Arnstadt) fue cogobernante de Schwarzburgo desde 1552 hasta 1571 y el único gobernante de Schwarzburgo-Sondershausen desde 1571 hasta su muerte. Es considerado como el progenitor de la línea de Schwarzburgo-Sondershausen.

## Biografía
El conde Juan Gunter I era el hijo del conde Gunter XL de Schwarzburgo (1490-1552), con el sobrenombre Gunter el Rico o Gunter con las grandes fauces, y su esposa Isabel (f. 14 de mayo de 1572), una hija del conde Felipe de Isenburg-Büdingen-Ronneburg.
Juan Gunter I fue educado en la fe católica y destinado a una carrera eclesiástica. Después de la muerte de su padre, sin embargo, se convirtió al luteranismo. Pasó algún tiempo en la corte del elector Mauricio de Sajonia y combatió en la batalla de Sievershausen del lado de Mauricio contra el margrave Alberto Alcíbíades de Brandeburgo-Kulmbach. El sucesor de Mauricio, Augusto de Sajonia, confirmó sus privilegiadas tarifas en el comercio de la sal en Frankenhausen.
Después de la muerte de su padre, Juan Gunter I inicialmente gobernó Schwarzburgo conjuntamente con sus tres hermanos. Eligió la ciudad de Sondershausen como su residencia. En 1571, los hermanos decidieron dividirse el condado. La parte de Juan Gunter I fue nombrada Schwarzburgo-Sondershausen, en referencia a su capital.
Luchó en los Países Bajos junto a su hermano mayor Gunter XLI y se distinguió durante la conquista de San Quintín en 1583.
Después de que sus hermanos Gunter XLI de Schwarzburgo-Arnstadt y Guillermo I de Schwarzburgo-Frankenhausen hubieran fallecido sin herederos varones, Juan Gunter I heredó Schwarzburg-Arnstadt y su otro hermano Alberto VII heredó Schwarzburgo-Frankenhausen.

## Matrimonio e hijos
Juan Gunter contrajo matrimonio el 16 de febrero de 1566 con Ana (1539–1579), hija del conde Antonio I de Oldenburgo-Delmenhorst. Tuvieron los siguientes hijos:
- Úrsula (1568)
- Sofía Isabel (1568-1621)
- Clara (1569-1639)
- Gunter XLII (1570-1643), conde de Schwarzburgo-Sondershausen.
- Antonio Enrique (1571-1638), conde de Schwarzburgo-Sondershausen.
- Catalina (1572-1626), Deán de la Abadía de Herford.
- Sabina (1573-1628)
- Ana (1574-1640)
- María (1576-1577)
- Juan Gunter II (1577-1631), conde de Schwarzburgo-Sondershausen.
- Cristián Gunter I (1578-1642), conde de Schwarzburgo-Sondershausen.
- Dorotea (1579-1639), desposó en 1604 al duque Alejandro de Schleswig-Holstein-Sonderburg (1573–1627).